# Nesolestes pauliani
Nesolestes pauliani é uma espécie de libelinha da família Megapodagrionidae.
É endémica das Comores.